# フクロウ男
フクロウ男（フクロウおとこ、Owlman）は、UMAの一種で、イギリスに生息するといわれている。目撃場所にちなみ、「コーンウォールのフクロウ男」や、「モウナンのフクロウ男」と呼ばれることもある。

## 外見
目撃情報によれば、成人男性並みの体長で、その名の通りフクロウに似た外見とされている。また、尖った耳と赤い目を持ち、爪は黒くはさみのような形状をしているという。
人間のような容姿を持つが、フィリピンのアスワングやアメリカのモスマン（蛾男）と同様に翼を持つのが特徴である。

## 目撃情報
コーンウォール州（イギリス）のモウナンに集中している。1970年代に多く、複数の少年少女が目撃している。

## 仮説
正体については諸説ある。「未知の生物」の他に、体長や身体的特徴などから、ワシミミズクとする説がある。ワシミミズクは、体長が1m前後まで成長し、翼長は2m近くに達する。また脚が60cm以上に達することもあり、「その足の長さゆえ、人間型と見間違えた」というものである。